# كايلين (نظام تشغيل)
نظام تشغيل كايلين (بالإنجليزية: Kylin)‏ هو نظام تشغيل طوره أكاديميو الجامعة الوطنية لتكنولوجيا الدفاع في جمهورية الصين الشعبية منذ عام 2001. وقد سمي على اسم الوحش الأسطوري کیلین. كانت الإصدارات الأولى مبنية على فري بي إس دي وخصصت للجيش الصيني والمنظمات الحكومية الأخرى. مع الإصدار 3.0 أصبح نظام كايلين قائمًا على لينكس.

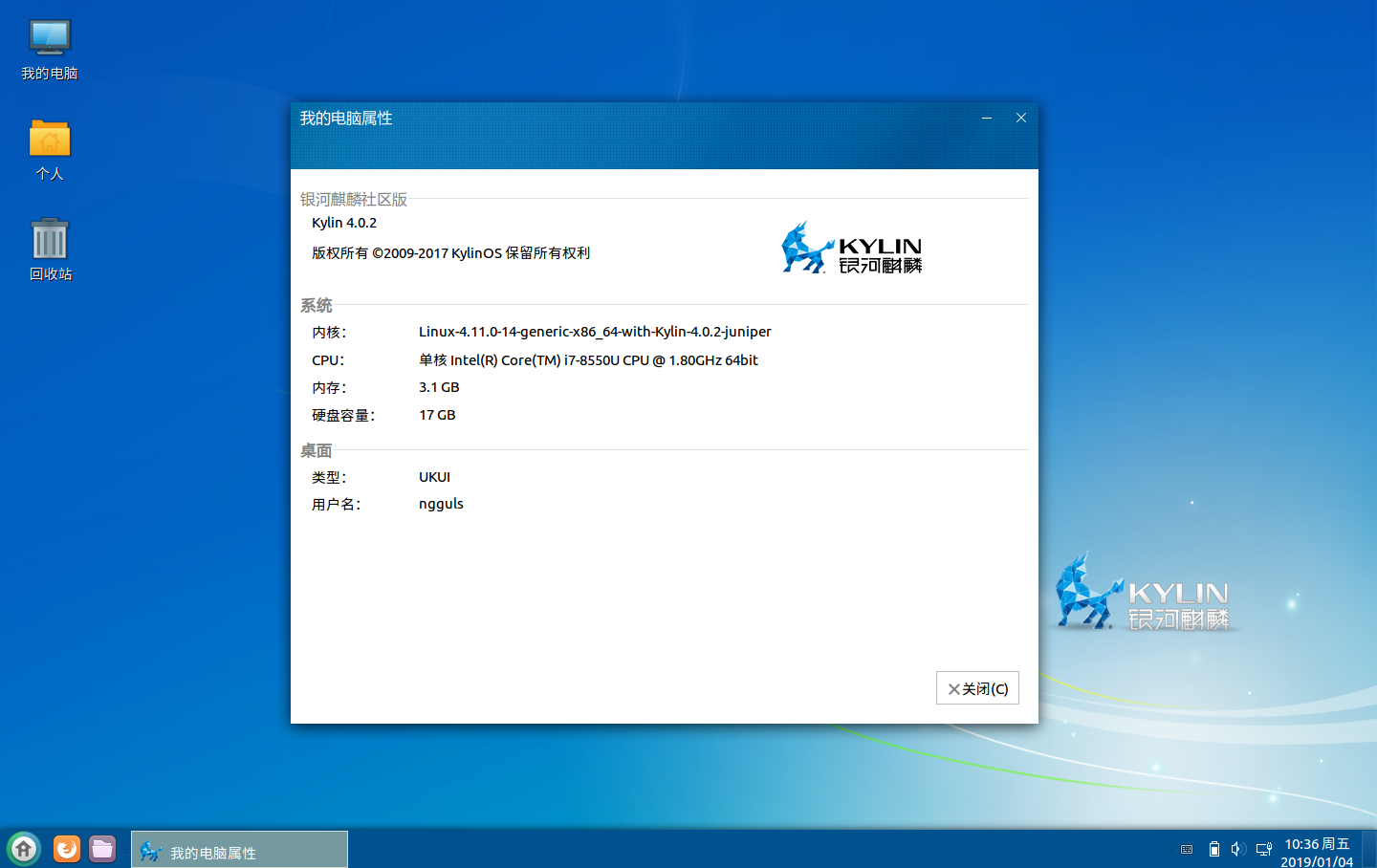
كايلين لينكس 4.0

بحلول عام 2019، أصبح نيوكايلين متوافقًا مع أكثر من 4000 منتج من البرامج والأجهزة ويثبت مسبقًا على معظم أجهزة الحاسوب المباعة في الصين. يمتلك كايلين ونيوكايلين 90 ٪ من حصة السوق الصيني من القطاع الحكومي.